# Edifício Thomas Jefferson
Edifício Thomas Jefferson (inglês: Thomas Jefferson Building) é um dos três edifícios que formam o conjunto arquitetônico da Biblioteca do Congresso, em Washington, Estados Unidos. O mais antigo dos três, foi construído entre 1890 e 1897, sendo denominado originalmente Edifício da Biblioteca do Congresso (Library of Congress Building).